# Юзеф Гаєвич
Юзеф Гаєвич (пол. Józef Gajewicz; 12 березня 1944, Вимислув, гміна Мехув) — польський адміністратор, господарський і політичний керівник часів ПНР, президент Кракова у 1980—1982 роках, перший секретар Краківського воєводського комітету ПОРП у 1982—1990 роках. Став останнім керівником краківської організації ПОРП. Стояв на позиціях «партійного бетону», брав участь у протистоянні з Солідарністю, але був відомий також господарськими досягненнями та політичним маневруванням.

## Інженер і функціонер
Народився у селянській сім'ї з села поблизу Мехува. Працював у будівельній держкомпанії Hydrobudowa, на виробництвах будматеріалів. Закінчив будівельний факультет Краківського технологічного університету. Здобув спеціальність інженера та ступінь доктора технічних наук.
З двадцятирічного віку Юзеф Гаєвич перебував в урядущій компартії ПОРП, з двадцятисемирічного — у партійному апараті. У 1971 році — інструктор дільницького комітету ПОРП у краківському Звежинці. У 1975 році — завідувач відділу будівництва та міського господарства Краківського воєводського комітету ПОРП. З 1976 до 1979 рік — функціонер ЦК. З 1979 року — віцепрезидент Кракова, голова воєводської планової комісії. Відігравав видатну роль у краківському господарському управлінні.

## Адміністратор Кракова
Страйковий рух 1980 року, створення незалежної профспілки Солідарність призвели до значних партійних і адміністративних кадрових змін на всіх рівнях. 26 вересня 1980 року Юзеф Гаєвич обійняв посаду президента (мера) Кракова (його попередник Едвард Барщ, міністр будівництва ПНР, незабаром наклав на себе руки від звинувачень в корупції).
На чолі краківської адміністрації Гаєвич здійснив кілька великих міських проєктів. З його ініціативи закрито екологічно шкідливий цех алюмінієвого заводу. Реконструйовано Національний музей, Державну театральну школу, Бібліотеку Ягеллонського університету. Будувалися нові житлові комплекси, розвивалася автодорожня мережа.
Гаєвич позиціювався як адміністратор-господарник. Він намагався дистанціюватися від політичного протистояння ПОРП з «Солідарністю» (яке у Кракові не набувало особливо жорстких форм). Загалом Гаєвич наслідував компромісний курс першого секретаря Краківського комітету ПОРП Кристина Домброви. Однак Гаєвич був відомий консервативними підходами, ідеологічною орієнтацією на «партійний бетон».

## Партійний секретар
13 грудня 1981 року у Польщі введено воєнний стан. «Солідарність» придушувалася репресіями. Зміну партійної влади у Кракові прискорили трагічні події 13 жовтня 1982 року. Робітники металургійного комбінату імені Леніна (HiL) вийшли на демонстрацію протесту у Нова-Хуті. Такі акції проводилися 13-го числа кожного місяця, але у жовтні ситуація була особливо напруженою: кількома днями раніше сейм ПНР ухвалив закон про профспілки, який офіційно заборонив «Солідарність». Демонстрантів атакували ЗОМО та СБ, вбито двадцятирічного робітника HiL Богдана Влосика. Вуличні сутички відбувалися кілька днів, похорон Влосика вилився у двадцятитисячну антикомуністичну демонстрацію. «Краківський спокій» виявився ілюзією. За цих обставин Домброва не зміг залишатися на посаді першого секретаря.
26 жовтня 1982 року новим першим секретарем Краківського комітету ПОРП затверджено Юзефа Гаєвича. На Х з'їзді ПОРП влітку 1986 року введено до складу ЦК. Був депутатом сейму двох скликань з 1985 до 1991 рік.
Партійна організація у Кракові традиційно вважалася високоінтелектуальною та політично ефективною. Під час «Карнавалу „Солідарності“» та воєнного стану сотні тисяч членів ПОРП відмовилися від своїх партійних квитків. Цей процес розвивався і в Кракові (з майже 100-тисячної організації вийшли близько 15 тисяч). Парторганізація явно програвала у конкуренції з «Солідарністю» та католицькою архієпархією. Особливо важкою для партапарату була ситуація з робітниками та молоддю.
Гаєвич намагався залучити молодь яскравими радикальними гаслами. Проте марксистсько-ленінський радикалізм повторював установки «бетону» та викликав відторгнення. Розширювалося формальне представництво «довірених» робітників у складі парторганів, включно з Краківським комітетом. Але штучність і зрежисованість цієї тенденції, особливо на тлі реального становища на HiL, була цілком очевидна.
Політичне керівництво Юзефа Гаєвича згодом оцінювалося набагато нижче за господарське. Його вважали безбарвним представником «бетону» і значною деградацією інтелектуального рівня партійної організації. Розпущено клуб лівої інтелігенції «Кузня» (перетворений на центр при міській адміністрації). Видатну політичну роль у воєводстві грали керівники міліції та СБ — полковник Тшибінський, полковник Дзяловський, генерал Груба (член виконавчого бюро Краківського комітету). У період воєнного стану Гаєвич формально очолював надзвичайний орган регіональної влади — Воєводський комітет оборони (WKO), але реально керівництво WKO належало військовому комісару генералу Сулимі та полковнику Тшибіньському.
Водночас Гаєвич, наслідуючи краківську традицію, за можливості утримувався від жорсткої конфронтації. Краківський комітет робив демонстративні жести на адресу архиєпархії. Узгоджувалося будівництво церковних будівель, проводились зустрічі з архієпископом Франтішеком Махарським. Програму збереження та реставрації історичних і релігійних пам'яток Кракова оцінив Папа Римський Іван Павло II. Гаєвич урочисто відкривав пам'ятник Станіславу Виспянському у присутності його онуки.
Під час політичного чищення системи освіти Юзеф Гаєвич наголошував: навчання вестиметься лише за державними програмами та на світській (у даному контексті — антикатолицькій) основі. Але при цьому він зазначав, що «партія не вимагає, щоб усі вчителі були марксистами». Очевидці згадували: слухаючи жорстко догматичний виступ начальника армійського політуправління генерала Барили, Гаєвич у розпачі закривав обличчя руками. Проте загалом він до кінця зберігав орієнтацію на бетон. Його відставка була серед вимог краківських демонстрантів у сутичках з ЗОМО 16 травня 1989 року. Відбулася вона у січні 1990 року при саморозпуску ПОРП.

## У новій Польщі
Після приходу до влади «Солідарності» та перетворення ПНР на Третю Річ Посполиту Юзеф Гаєвич деякий час залишався громадсько та політично активним. Перебував у Громадському комітеті реставрації пам'яток Кракова. Брав участь у створенні Союзу демократичних лівих сил, який походить з ПОРП. Потім вийшов на пенсію. Мешкає у Кракові.
У політичній історії Польщі та Кракова Гаєвич запам'ятався як «останній перший» очільник краківській ПОРП. У його діяльності яскраво позначилася криза урядущої компартії останніх ПНР. Громадська думка, однак, також визнала його економічні та культурні здобутки на посаді президента Кракова.